# Elezioni generali in Bosnia ed Erzegovina del 2006
Le elezioni generali in Bosnia ed Erzegovina del 2006 si tennero il 1º ottobre per l'elezione della presidenza e il rinnovo dell'Assemblea parlamentare (Camera dei rappresentanti e Camera dei popoli).
Riguardo alle due entità federali, nella Federazione di Bosnia ed Erzegovina ebbero luogo le elezioni per il Parlamento (Camera dei rappresentanti e Camera dei popoli) e le elezioni cantonali; nella Repubblica Serba di Bosnia ed Erzegovina le elezioni presidenziali e le elezioni per l'Assemblea nazionale.

## Risultati nazionali

### Elezioni della presidenza

#### Comunità bosgnacca
| Candidati        | Partiti                                      | Voti    | %     |
| ---------------- | -------------------------------------------- | ------- | ----- |
| Haris Silajdžić  | Partito per la Bosnia ed Erzegovina          | 350 520 | 62,80 |
| Sulejman Tihić   | Partito d'Azione Democratica                 | 153 683 | 27,53 |
| Mirnes Ajanović  | Blocco Patriottico (BOSS - SDU)              | 45 608  | 8,17  |
| Muhamed Čengić   | Partito Popolare del Lavoro per il Progresso | 4 466   | 0,80  |
| Bešćo Alibegović | Indipendente                                 | 2 670   | 0,48  |
| Adil Žigić       | Indipendente                                 | 1 245   | 0,22  |
| Totale           | Totale                                       | 558 192 | 100   |

#### Comunità serba
| Candidati          | Partiti                                           | Voti    | %     |
| ------------------ | ------------------------------------------------- | ------- | ----- |
| Nebojša Radmanović | Alleanza dei Socialdemocratici Indipendenti       | 287 675 | 53,26 |
| Mladen Bosić       | Partito Democratico Serbo                         | 130 824 | 24,22 |
| Zoran Tešanović    | Partito del Progresso Sociale                     | 26 818  | 4,96  |
| Jugoslav Jovičić   | Partito Socialdemocratico di Bosnia ed Erzegovina | 22 245  | 4,12  |
| Radislav Kanjerić  | Partito Radicale Serbo della Repubblica Serba     | 19 849  | 3,67  |
| Ranko Bakić        | Partito Popolare del Lavoro per il Progresso      | 18 302  | 3,39  |
| Nedo Durić         | Movimento Democratico di Serbia                   | 16 307  | 3,02  |
| Slavko Dragičević  | Blocco Patriottico (BOSS - SDU)                   | 10 410  | 1,93  |
| Svjetlana Udovičić | Indipendente                                      | 2 847   | 0,53  |
| Snežana Avdalović  | Indipendente                                      | 2 753   | 0,51  |
| Branislav Ristić   | Indipendente                                      | 2 143   | 0,40  |
| Totale             | Totale                                            | 540 173 | 100   |

#### Comunità croata
| Candidati                  | Partiti                                           | Voti    | %     |
| -------------------------- | ------------------------------------------------- | ------- | ----- |
| Željko Komšić              | Partito Socialdemocratico di Bosnia ed Erzegovina | 116 062 | 39,56 |
| Ivo Miro Jović             | Unione Democratica Croata di Bosnia ed Erzegovina | 76 681  | 26,14 |
| Božo Ljubić                | Unione Democratica Croata 1990                    | 53 325  | 18,18 |
| Mladen Ivanković Lijanović | Partito Popolare del Lavoro per il Progresso      | 24 822  | 8,46  |
| Zvonko Jurišić             | Partito Croato dei Diritti                        | 20 350  | 6,94  |
| Irena Korjenić Javor       | Indipendente                                      | 2 143   | 0,73  |
| Totale                     | Totale                                            | 293 383 | 100   |

### Elezioni parlamentari

#### Camera dei rappresentanti
| Liste                                             | F. BiH  | F. BiH | F. BiH | R. Srpske | R. Srpske | R. Srpske | Totale    | Totale | Totale |
| Liste                                             | Voti    | %      | Seggi  | Voti      | %         | Seggi     | Voti      | %      | Seggi  |
| ------------------------------------------------- | ------- | ------ | ------ | --------- | --------- | --------- | --------- | ------ | ------ |
| Alleanza dei Socialdemocratici Indipendenti       | 7.265   | 0,85   | -      | 262.203   | 46,93     | 7         | 269.468   | 19,08  | 7      |
| Partito d'Azione Democratica                      | 217.961 | 25,54  | 8      | 20.514    | 3,67      | 1         | 238.475   | 16,89  | 9      |
| Partito per la Bosnia ed Erzegovina               | 196.230 | 22,99  | 7      | 23.257    | 4,16      | 1         | 219.487   | 15,54  | 8      |
| Partito Socialdemocratico di Bosnia ed Erzegovina | 131.450 | 15,40  | 5      | 11.822    | 2,12      | -         | 143.272   | 10,15  | 5      |
| Partito Democratico Serbo                         | N.D.    | N.D.   | N.D.   | 108.616   | 19,44     | 3         | 108.616   | 7,69   | 3      |
| Coalizione Croata (HDZ - HNZ)                     | 68.188  | 7,99   | 3      | 1.145     | 0,20      | -         | 69.333    | 4,91   | 3      |
| Croati Insieme (HDZ 1990 - HSS - HKDU - HDU - HD) | 52.095  | 6,10   | 2      | 591       | 0,11      | -         | 52.686    | 3,73   | 2      |
| Partito Patriottico di Bosnia ed Erzegovina       | 37.608  | 4,41   | 1      | 866       | 0,16      | -         | 38.474    | 2,72   | 1      |
| Partito Popolare del Lavoro per il Progresso      | 27.487  | 3,22   | 1      | 5.533     | 0,99      | -         | 33.020    | 2,34   | 1      |
| Partito del Progresso Democratico                 | N.D.    | N.D.   | N.D.   | 28.410    | 5,08      | 1         | 28.410    | 2,01   | 1      |
| Coalizione Croata per l'Uguaglianza (HSP - NHI)   | 19.486  | 2,28   | -      | 4.929     | 0,88      | -         | 24.415    | 1,73   | 1      |
| Blocco Patriottico (BOSS - SDU)                   | 23.605  | 2,77   | -      | 162       | 0,03      | -         | 23.767    | 1,68   | -      |
| Alleanza Popolare Democratica                     | 232     | 0,03   | 0      | 19.868    | 3,56      | 1         | 20.100    | 1,42   | 1      |
| Comunità Popolare Democratica                     | 16.221  | 1,90   | 1      | 321       | 0,06      | -         | 16.542    | 1,17   | 1      |
| Partito Radicale Serbo della Repubblica Serba     | N.D.    | N.D.   | N.D.   | 15.806    | 2,83      | -         | 15.806    | 1,12   | -      |
| Partito Radicale Serbo "Dr. Vojislav Šešelj"      | N.D.    | N.D.   | N.D.   | 14.714    | 2,63      | -         | 14.714    | 1,04   | -      |
| Partito Socialista                                | 1.752   | 0,21   | -      | 12.579    | 2,25      | -         | 14.331    | 1,01   | -      |
| PS RS - NDS                                       | N.D.    | N.D.   | N.D.   | 12.340    | 2,21      | -         | 12.340    | 0,87   | -      |
| Partito dei Pensionati di Bosnia ed Erzegovina    | 11.790  | 1,38   | -      | N.D.      | N.D.      | N.D.      | 11.790    | 0,83   | -      |
| Movimento Politico Gioventù                       | 7.713   | 0,90   | -      | 800       | 0,14      | -         | 8.513     | 0,60   | -      |
| Partito Liberale Democratico                      | 8.337   | 0,98   | -      | N.D.      | N.D.      | N.D.      | 8.337     | 0,59   | -      |
| Movimento Democratico di Serbia                   | N.D.    | N.D.   | N.D.   | 7.807     | 1,40      | -         | 7.807     | 0,55   | -      |
| Altri <0,50%                                      | 25.952  | 3,04   | -      | 6.423     | 1,15      | -         | 32.375    | 2,29   | -      |
| Totale                                            | 853.372 |        | 28     | 558.706   |           | 14        | 1.412.078 |        | 42     |

#### Camera dei popoli
È prevista un'elezione a doppio grado: i membri sono eletti dalle assemblee legislative della Federazione di Bosnia ed Erzegovina e della Repubblica Serba.

## Risultati nella Federazione di Bosnia ed Erzegovina

### Elezioni parlamentari

#### Camera dei rappresentanti
| Liste                                             | Voti    | %     | Seggi |
| ------------------------------------------------- | ------- | ----- | ----- |
| Partito d'Azione Democratica                      | 218 365 | 25,45 | 28    |
| Partito per la Bosnia ed Erzegovina               | 190 148 | 22,16 | 24    |
| Partito Socialdemocratico di Bosnia ed Erzegovina | 130 204 | 15,17 | 17    |
| Coalizione Croata (HDZ - HNZ)                     | 64 906  | 7,56  | 8     |
| Croati Insieme (HDZ 1990 - HSS - HKDU - HDU - HD) | 54 210  | 6,32  | 7     |
| Partito Patriottico di Bosnia ed Erzegovina       | 35 223  | 4,10  | 4     |
| Blocco Pattriottico (BOSS - SDU)                  | 27 200  | 3,17  | 3     |
| Partito Popolare del Lavoro per il Progresso      | 27 132  | 3,16  | 3     |
| Coalizione Croata per l'Uguaglianza (HSP - NHI)   | 21 152  | 2,46  | 1     |
| Comunità Popolare Democratica                     | 16 014  | 1,87  | 2     |
| Partito dei Pensionati di Bosnia ed Erzegovina    | 12 660  | 1,48  | –     |
| Alleanza dei Socialdemocratici Indipendenti       | 12 564  | 1,46  | 1     |
| Partito Liberale Democratico                      | 7 622   | 0,89  | –     |
| Movimento per il Cambiamento                      | 7 157   | 0,83  | –     |
| Movimento Politico Gioventù                       | 6 310   | 0,74  | –     |
| Partito Ecologico Europeo                         | 6 310   | 0,74  | –     |
| Partito Democratico Civico                        | 5 027   | 0,59  | –     |
| Partito Popolare Bosniaco                         | 4 346   | 0,51  | –     |
| Altri <0,50%                                      | 11 555  | 1,35  | –     |
| Totale                                            | 858 105 | 100   | 98    |

#### Camera dei popoli
È prevista un'elezione a doppio grado: i membri sono eletti dalle assemblee legislative cantonali.

### Elezioni cantonali
| Liste                                                                        | USK | ŽP | TK | ZDK | BPK | SBK ŽSB | HNK ŽHN | ZHŽ | KS | K10 | Totale |
| ---------------------------------------------------------------------------- | --- | -- | -- | --- | --- | ------- | ------- | --- | -- | --- | ------ |
| Partito d'Azione Democratica                                                 | 12  | 2  | 12 | 13  | 9   | 8       | 6       | -   | 10 | 2   | 74     |
| Partito per la Bosnia ed Erzegovina                                          | 6   | 1  | 7  | 11  | 8   | 7       | 5       | -   | 13 | 1   | 59     |
| Partito Socialdemocratico di Bosnia ed Erzegovina                            | 6   | 2  | 11 | 5   | 6   | 3       | 2       | -   | 7  | 1   | 43     |
| Unione Democratica Croata di Bosnia ed Erzegovina                            | -   | 7  | -  | 2   | -   | 6       | 7       | 9   | -  | 5   | 36     |
| Unione Democratica Croata 1990                                               | -   | 5  | -  | -   | -   | 3       | 7       | 8   | -  | 6   | 29     |
| Partito Croato dei Diritti di Bosnia ed Erzegovina - Nuova Iniziativa Croata | -   | 2  | -  | -   | -   | 2       | 2       | 4   | -  | 4   | 14     |
| Partito Popolare del Lavoro per il Progresso                                 | -   | 2  | 2  | 1   | 1   | 1       | -       | 2   | -  | 1   | 10     |
| Partito Patriottico di Bosnia ed Erzegovina                                  | -   | -  | 1  | 3   | 1   | -       | 1       | -   | 2  | -   | 8      |
| Comunità Popolare Democratica                                                | 6   | -  | -  | -   | -   | -       | -       | -   | -  | -   | 6      |
| Blocco Patriottico                                                           | -   | -  | 2  | -   | -   | -       | -       | -   | 3  | -   | 5      |
| Alleanza dei Socialdemocratici Indipendenti                                  | -   | -  | -  | -   | -   | -       | -       | -   | -  | 5   | 5      |

## Risultati nella Repubblica Serba

### Elezioni presidenziali
| Candidati           | Partiti                                            | Voti    | %     |
| ------------------- | -------------------------------------------------- | ------- | ----- |
| Milan Jelić         | Alleanza dei Socialdemocratici Indipendenti        | 271 022 | 48,87 |
| Dragan Čavić        | Partito Democratico Serbo                          | 163 041 | 29,40 |
| Adil Osmanović      | Partito d'Azione Democratica                       | 22 444  | 4,05  |
| Slobodan Nagradić   | Partito del Progresso Democratico                  | 19 623  | 3,54  |
| Mirsad Mahmutović   | Partito per la Bosnia ed Erzegovina                | 18 744  | 3,38  |
| Đuraj Davidović     | Partito Radicale Serbo della Repubblica Serba      | 14 852  | 2,68  |
| Pero Bukejlović     | Movimento Democratico di Serbia                    | 12 690  | 2,29  |
| Hakija Meholjić     | Partito Socialdemocratico di Bosnia ed Erzegovina  | 11 292  | 2,04  |
| Davor Čordaš        | Coalizione Croata per l'Uguaglianza (HSP - NHI)    | 4 598   | 0,83  |
| Željko Grebenarević | Partito Popolare del Lavoro per il Progresso       | 4 465   | 0,81  |
| Dragan Krstić       | Nuovo Potere Serbo                                 | 3 380   | 0,61  |
| Ivan Krndelj        | Croati Insieme (HDZ 1990 - HSS - HKDU - HDU - HD)  | 3 270   | 0,59  |
| Šaban Fejzić        | Tutela dei Diritti dei Combattenti e dei Cittadini | 2 156   | 0,39  |
| Nikola Lazarević    | Partito Ecologico Europeo                          | 1 686   | 0,30  |
| Fatima Kararić      | Unione Democratica Popolare                        | 971     | 0,18  |
| Dragan Mrgan        | Unione Democratica Popolare                        | 337     | 0,06  |
| Totale              | Totale                                             | 554 571 | 100   |

### Elezioni parlamentari
| Liste                                             | Voti    | %     | Seggi |
| ------------------------------------------------- | ------- | ----- | ----- |
| Alleanza dei Socialdemocratici Indipendenti       | 244 251 | 43,31 | 41    |
| Partito Democratico Serbo                         | 103 035 | 18,27 | 17    |
| Partito del Progresso Democratico                 | 38 681  | 6,86  | 8     |
| Alleanza Popolare Democratica                     | 22 780  | 4,04  | 4     |
| Partito per la Bosnia ed Erzegovina               | 22 642  | 4,01  | 4     |
| Partito Socialista                                | 20 031  | 3,55  | 3     |
| Partito d'Azione Democratica                      | 19 137  | 3,39  | 3     |
| Partito Radicale Serbo della Repubblica Serba     | 16 454  | 2,92  | 2     |
| Partito Socialdemocratico di Bosnia ed Erzegovina | 14 079  | 2,50  | 1     |
| PS RS - NDS                                       | 14 055  | 2,49  | –     |
| Partito Radicale Serbo "Dr Vojislav Šešelj"       | 12 717  | 2,25  | –     |
| Movimento Democratico di Serbia                   | 10 058  | 1,78  | –     |
| Partito Popolare del Lavoro per il Progresso      | 6 833   | 1,21  | –     |
| Coalizione Croata per l'Uguaglianza (HSP - NHI)   | 4 978   | 0,88  | –     |
| Partito Democratico di Serbia                     | 4 232   | 0,75  | –     |
| Forza Nuova di Serbia                             | 3 119   | 0,55  | –     |
| Partito Democratico Indipendente                  | 2 683   | 0,48  | –     |
| Altri <1.000 voti                                 | 4 230   | 0,75  | –     |
| Totale                                            | 563 995 | 100   | 83    |